# Нікола Берті
Нікола Берті (італ. Nicola Berti; нар. 14 квітня 1967, Сальсомаджоре-Терме) — колишній італійський футболіст, півзахисник.

## Клубна кар'єра
Вихованець футбольної школи клубу «Парма». Дорослу футбольну кар'єру розпочав 1982 року в основній команді того ж клубу, в якій провів три сезони, взявши участь у 28 матчах чемпіонату.
Протягом 1985—1988 років захищав кольори команди клубу «Фіорентина».
Своєю грою за останню команду привернув увагу представників тренерського штабу клубу «Інтернаціонале», до складу якого приєднався 1988 року. Відіграв за «нераззуррі» наступні десять сезонів своєї ігрової кар'єри. Більшість часу, проведеного у складі «Інтернаціонале», був основним гравцем команди. За цей час виборов титул чемпіона Італії, ставав володарем Суперкубка Італії з футболу, володарем Кубка УЄФА (тричі).
Згодом з 1998 по 1999 рік грав у складі англійського «Тоттенхем Хотспур» та іспанського «Алавеса». За результатами сезону, проведеного у лондонському клубі, додав до переліку своїх трофеїв титул володаря Кубка англійської ліги.
Завершив професійну ігрову кар'єру у австралійському клубі «Нозерн Спірітс», за команду якого виступав протягом 2000 року.

## Виступи за збірні
Протягом 1985—1988 років залучався до складу молодіжної збірної Італії. На молодіжному рівні зіграв у 15 офіційних матчах, забив 3 голи.
1988 року дебютував в офіційних матчах у складі національної збірної Італії. Протягом кар'єри у національній команді, яка тривала 8 років, провів у формі головної команди країни 39 матчів, забивши 3 голи. У складі збірної був учасником чемпіонату світу 1990 року в Італії, на якому команда здобула бронзові нагороди, чемпіонату світу 1994 року у США, де разом з командою здобув «срібло».

## Статистика виступів

### Статистика виступів за збірну
| Дата       | Місто        | Господарі         | Результат             | Гості          | Турнір                | Голи | Примітки         |
| ---------- | ------------ | ----------------- | --------------------- | -------------- | --------------------- | ---- | ---------------- |
| 19/10/1988 | Пескара      | Італія            | 2 – 1                 | Норвегія       | товариський матч      | -    |                  |
| 16/11/1988 | Рим          | Італія            | 1 – 0                 | Нідерланди     | товариський матч      | -    | вийшов на 81'    |
| 22/12/1988 | Перуджа      | Італія            | 2 – 0                 | Шотландія      | товариський матч      | 1    |                  |
| 22/02/1989 | Піза         | Італія            | 1 – 0                 | Данія          | товариський матч      | -    |                  |
| 25/03/1989 | Відень       | Австрія           | 0 – 1                 | Італія         | товариський матч      | 1    |                  |
| 29/03/1989 | Сібіу        | Румунія           | 1 – 0                 | Італія         | товариський матч      | -    |                  |
| 22/04/1989 | Верона       | Італія            | 1 – 1                 | Уругвай        | товариський матч      | -    |                  |
| 26/04/1989 | Таранто      | Італія            | 4 – 0                 | Угорщина       | товариський матч      | 1    |                  |
| 14/10/1989 | Болонья      | Італія            | 0 – 1                 | Бразилія       | товариський матч      | -    |                  |
| 15/11/1989 | Лондон       | Англія            | 0 – 0                 | Італія         | товариський матч      | -    |                  |
| 21/12/1989 | Кальярі      | Італія            | 0 – 0                 | Аргентина      | товариський матч      | -    |                  |
| 14/06/1990 | Рим          | Італія            | 1 – 0                 | США            | ЧС 1990 - 1-й етап    | -    |                  |
| 19/06/1990 | Рим          | Італія            | 2 – 0                 | Чехословаччина | ЧС 1990 - 1-й етап    | -    |                  |
| 25/06/1990 | Рим          | Італія            | 2 – 0                 | Уругвай        | ЧС 1990 - 1-й етап    | -    | замінений на 52' |
| 07/07/1990 | Барі         | Італія            | 2 – 1                 | Англія         | ЧС 1990 - 3-4 місце   | -    | вийшов на 64'    |
| 17/10/1990 | Будапешт     | Угорщина          | 1 – 1                 | Італія         | Відбір до ЧЄ 1992     | -    | вийшов на 86'    |
| 22/12/1990 | Лімасол      | Кіпр              | 0 – 4                 | Італія         | Відбір до ЧЄ 1992     | -    |                  |
| 12/06/1991 | Мальме       | Італія            | 2 – 0 д.ч.            | Данія          | Scania Cup            | -    |                  |
| 16/06/1991 | Стокгольм    | Італія            | 1 – 1 д.ч. (3-2 п.п.) | СРСР           | Scania Cup            | -    |                  |
| 25/09/1991 | Софія        | Болгарія          | 2 – 1                 | Італія         | товариський матч      | -    | вийшов на 46'    |
| 13/11/1991 | Генуя        | Італія            | 1 – 1                 | Норвегія       | Відбір до ЧЄ 1992     | -    | замінений на 71' |
| 21/12/1991 | Фоджа        | Італія            | 2 – 0                 | Кіпр           | Відбір до ЧЄ 1992     | -    |                  |
| 25/03/1992 | Турин        | Італія            | 1 – 0                 | Німеччина      | товариський матч      | -    | вийшов на 91'    |
| 27/05/1994 | Парма        | Італія            | 2 – 0                 | Фінляндія      | товариський матч      | -    | замінений на 45' |
| 03/06/1994 | Рим          | Італія            | 1 – 0                 | Швейцарія      | товариський матч      | -    |                  |
| 11/06/1994 | Нью-Гейвен   | Італія            | 1 – 0                 | Коста-Рика     | товариський матч      | -    | замінений на 45' |
| 18/06/1994 | Нью-Йорк     | Італія            | 0 – 1                 | Ірландія       | ЧС 1994 - 1-й етап    | -    | вийшов на 84'    |
| 23/06/1994 | Нью-Йорк     | Італія            | 1 – 0                 | Норвегія       | ЧС 1994 - 1-й етап    | -    |                  |
| 28/06/1994 | Вашингтон    | Італія            | 1 – 1                 | Мексика        | ЧС 1994 - 1-й етап    | -    |                  |
| 05/07/1994 | Бостон       | Нігерія           | 1 – 2 д.ч.            | Італія         | ЧС 1994 - 1/8 фіналу  | -    | замінений на 46' |
| 09/07/1994 | Бостон       | Італія            | 2 – 1                 | Іспанія        | ЧС 1994 - чвертьфінал | -    | вийшов на 66'    |
| 13/07/1994 | Нью-Йорк     | Італія            | 2 – 1                 | Болгарія       | ЧС 1994 - півфінал    | -    |                  |
| 17/07/1994 | Лос-Анджелес | Бразилія          | 0 – 0 д.ч. (3-2 п.п.) | Італія         | ЧС 1994 - Фінал       | -    |                  |
| 07/09/1994 | Марибор      | Словенія          | 1 – 1                 | Італія         | Відбір до ЧЄ 1996     | -    | вийшов на 55'    |
| 21/12/1994 | Пескара      | Італія            | 3 – 1                 | Туреччина      | товариський матч      | -    | вийшов на 70'    |
| 25/03/1995 | Салерно      | Італія            | 4 – 1                 | Естонія        | Відбір до ЧЄ 1996     | -    | вийшов на 70'    |
| 29/03/1995 | Київ         | Україна           | 0 – 2                 | Італія         | Відбір до ЧЄ 1996     | -    |                  |
| 26/04/1995 | Вільнюс      | Литва             | 0 – 1                 | Італія         | Відбір до ЧЄ 1996     | -    |                  |
| 21/06/1995 | Цюрих        | Італія            | 0 – 2                 | Німеччина      | товариський турнір    | -    | замінений на 45' |
| Усього     |              | Матчів (64 місце) | 39                    |                | Голів                 | 3    |                  |

## Титули і досягнення
- Чемпіон Італії (1):

«Інтернаціонале»: 1988-89
- Володар Суперкубка Італії з футболу (1):

«Інтернаціонале»: 1989
- Володар Кубка УЄФА (3):

«Інтернаціонале»: 1990-91, 1993-94, 1997–98
- Володар Кубка англійської ліги (1):

«Тоттенгем Готспур»: 1998–99
- Віце-чемпіон світу: 1994
- Бронзовий призер чемпіонату світу: 1990